# Schönach

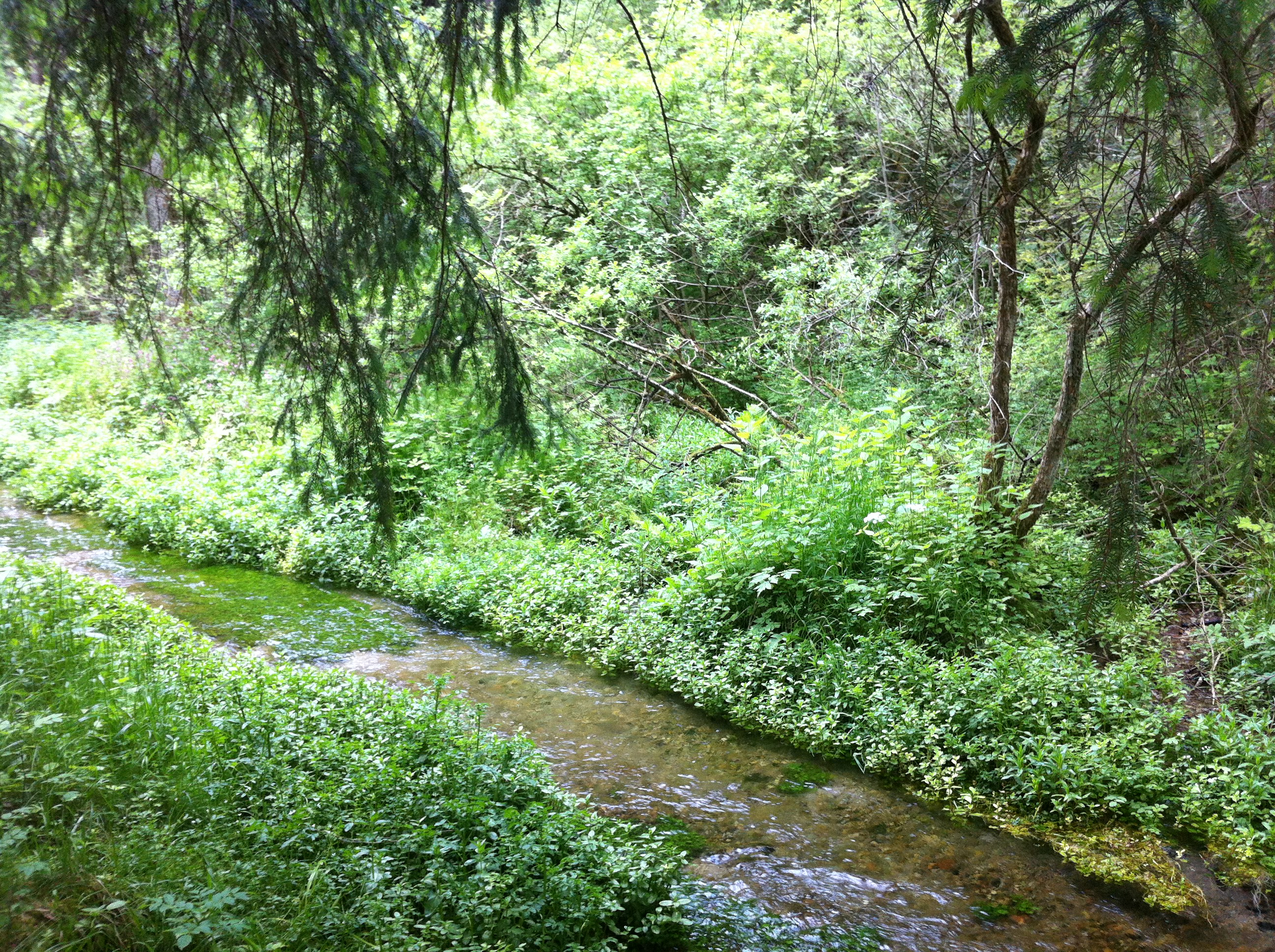
De Schönach niet ver van zijn bron

De Schönach is een riviertje in de Duitse deelstaat Beieren.
Het is een linker zijrivier van de Lech met een stroomgebied van ongeveer 40 km². Het debiet varieert sterk: tussen de 2 en de 50 m³ per seconde.
Plaatsen langs de Schönach zijn: Schwabsoien, Schwabbruck, Altenstadt, en Hohenfurch. 
Het vlakke dal bevindt zich bij de plaats van de eindmorene van de Lechgletscher.